# Sturmgeschütz IV
El Sturmgeschütz IV (Sd.Kfz. 167) o StuG IV, era un canó d'assalt utilitzat durant la Segona Guerra Mundial per l'exèrcit alemany.
A causa de la demanda de canons d'assalt, el StuG IV es va formar a partir d'una combinació de l'estructura d'un tanc d'assalt StuG III lleugerament modificat i un xassís de Panzer IV. Va començar a produir-se a partir de desembre de 1943 per la Krupp i van ser construïts al voltant de 1.100 unitats. Utilitzaven el xassís del Panzer IV perquè Krupp no va construir el StuG III. El StuG IV va arribar a ser conegut com un tanc aniquilador molt eficaç, especialment al Front Oriental. Disposava d'una màxim de 4 tripulants, i es va facilitar principalment a les divisions d'infanteria.